# Teraterpeton
Teraterpeton – rodzaj archozauromorfa żyjącego w późnym triasie na obecnych terenach Ameryki Północnej. Został opisany w 2003 roku przez Hansa-Dietera Suesa na podstawie niekompletnego szkieletu odkrytego w datowanych na karnik osadach formacji Wolfville w Nowej Szkocji. Obszar skroniowy czaszki teraterpetona jest euryapsydalny (tzn. występuje jedno, górne okno skroniowe). Rostrum kości przedszczękowej oraz spojenie żuchwowe są wydłużone i bezzębne. Uzębienie składa się z odmiennych, nachodzących na siebie górnych i dolnych zębów. Według analizy filogenetycznej przeprowadzonej przez Suesa Teraterpeton należy do kladu Archosauromorpha i może być blisko spokrewniony z Trilophosaurus. Potwierdziły to również późniejsze analizy kladystyczne, według których Teraterpeton jest taksonem siostrzanym do pozostałych przedstawicieli Trilophosauridae, czyli Trilophosaurus i Spinosuchus. Teraterpeton to trzeci znany – po trilofozaurze i doswellii – późnotriasowy archozauromorf mający euryapsydalną czaszkę.
Nazwa Teraterpeton pochodzi od greckich słów teras („cudowny”) i erpeton („pełzający” lub „gad”) i odnosi się do nietypowych cech czaszki zwierzęcia. Epitet gatunkowy gatunku typowego, hrynewichorum, honoruje George'a Hrynewicha – odkrywcę holotypu – i jego syna Sandy'ego, który pomagał ojcu w wydobyciu skamieniałości.